# Григорьевка (Великобурлукский район)
Григо́рьевка (укр. Григорівка) — село,
Григорьевский сельский совет,
Великобурлукский район,
Харьковская область, Украина.
Код КОАТУУ — 6321482001. Население по переписи 2001 г. составляло 628 (290/338 м/ж) человек.
Являлось до 2020 года административным центром Григорьевского сельского совета, в который, кроме того, входили
село Амба́рное и
посёлок Сонино.

## Географическое положение
Село Григорьевка находится на правом берегу реки Верхняя Двуречная, возле балки Осияновский Яр;
ниже по течению примыкает село Обуховка (Двуречанский район).
Часть села раньше называлась Осия́новка.

## История
- 1919 — дата основания.
- При СССР в селе был построен и работал колхоз «Дружба», центральная усадьба и первый производственный участок которого находились здесь;[2] второй участок находился в селе Амбарное (Великобурлукский район), третий - в селе Комсомольск (Великобурлукский район).
- В 1993 году в селе действовали: детский сад, Дом культуры, медицинский пункт, магазины, отделение связи, автоматическая телефонная станция (АТС), сбербанк, Григорьевский сельсовет[1], школа, электроподстанция, колхоз.[2]
- В 1995 году колхоз был приватизирован.

## Экономика
- В селе при СССР были молочно-товарная (МТФ) и свино-товарная фермы.

## Объекты социальной сферы
- Григорьевский УВК им. Героя Советского Союза И.Г. Киселёва

## Религия
- Свято-Иоанно-Предтеченский храм УПЦ МП.

## Известные люди
В селе родился Герой Советского Союза Иван Киселёв.